# Temur Jo'rayev
Temur Jo'rayev (noto anche come Temur Juraev secondo la traslitterazione anglosassone; Tashkent, 12 maggio 1984) è un ex calciatore uzbeko, di ruolo portiere.